# Front pour la restauration de l'unité et la démocratie
Le Front pour la restauration de l’unité et la démocratie (FRUD, parfois Front pour la restauration de l'unité à Djibouti) est un mouvement politique dijiboutien créé en août 1991. Il rassemble des militants issus du Front de libération de Djibouti (FDLD) qui regroupe deux petits mouvements en 1979 : l'Union nationale pour l'indépendance (UNI) et le Mouvement populaire de libération (MPL).

## Historique
Très peu de temps après l'indépendance de la république de Djibouti, le président Hassan Gouled instaure une dictature clanique excluant - au profit de son seul clan somali issa Mammassane - totalement les habitants Afars autochtones majoritaires ainsi que les autres clans issas. Ahmed Dini, père de l'indépendance, démissionne alors de son poste de premier ministre en décembre 1977 pour protester contre cet état de fait.
La résistance afare s'organise : ayant récupéré des armes des militaires éthiopiens en déroute, le FRUD déclenche en novembre 1991 une offensive armée contre le gouvernement. Alors qu'il a conquis les deux-tiers du territoire, l'offensive s'interrompt après une intervention de médiation française et l'installation de troupes d'interposition en février 1992. Le 18 décembre 1991, un massacre a lieu dans le quartier d'Arhiba de la capitale Djibouti : 59 civils afars sont massacrés par l'armée djiboutienne aux ordres du président de la république Hassan Gouled en représailles aux défaites de l'armée djiboutienne face à la résistance du FRUD.

Le premier président du FRUD est Mohamed Adoyata Youssouf, puis, à partir d'août 1992, Ahmed Dini. Il appelle au boycott des élections de 1992.
Une offensive de l'armée gouvernementale - renforcée par la livraison d'armes chinoises - en juillet 1993 repousse les troupes du FRUD dans les confins nord du pays.
En décembre 1994, une partie du FRUD, dirigée par Ougoureh Kifleh Ahmed signe un accord avec le gouvernement. Devenu le quatrième parti autorisé, il obtient 11 députés lors des élections de 1997.
Le FRUD-armé dirigé par Ahmed Dini et Mohamed Kadamy continue à mener des actions de résistance armée, qui entretiennent un climat d'insécurité dans le Nord du pays. Finalement, un accord de paix est signé entre le gouvernement et le FRUD-armé le 12 avril 2001, qui devient le « FRUD-national ».
Quelques éléments refusent cet accord, sous la direction de Mohamed Kadamy et Hassan Mokbel. Le FRUD armé effectue, entre autres, le vendredi 7 octobre 2022, une attaque contre la base de Garabtisan causant 7 morts, 4 blessés et 6 disparus dans les rangs de l'armée Djiboutienne selon les autorités.